# Ruohojoki (naturreservat)
Ruohojoki är ett naturreservat i Pajala kommun i Norrbottens län.
Området är naturskyddat sedan 1997 och är 0,4 kvadratkilometer stort. Reservatet omfattar en flack södersluttning ner mot myrmarken runt bäcken Ruohojoki. Reservatet består i öster av grandominerad basskog. I väster fällde en tromb 1983 nästan alla träd och bara enstaka stora tallar finns kvar av skogen från tiden innan, som annars nu är gran- och björkdominerad. 